# Chamberí (métro de Madrid)
Chamberí (en espagnol : estación de Chamberí), est une station, fermée, de la ligne 1 du métro de Madrid. en Espagne. Elle est située sous la place de Chamberí, dans le district du Chamberí, à Madrid en Espagne. 
Restaurée dans son état d'origine en 2008, elle est convertie en musée du métro montrant les revêtements et le mobilier des stations en 1919 lors de la création de la première section du métro de Madrid.

## Situation sur le réseau
Établie en souterrain, Chamberí est une station de passage fermée de la ligne 1 du métro de Madrid, les rames la traverse sans marquer l'arrêt. Elle est située entre la station Iglesia, en direction du terminus Pinar de Chamartín, et la station Bilbao, en direction de Valdecarros.

## Histoire
La station, dénommée Chamberí, est mise en service le 17 octobre 1919 par la Compañía Metropolitana Alfonso XIII, lorsqu'elle ouvre la première ligne de métro de la capitale espagnole, dénommée línea Norte-Sur, entre Sol et Cuatro Caminos.
Dans les années 1960, en raison de l'augmentation du nombre de voyageurs sur le réseau, les autorités du métro décident d'allonger les quais de toutes les stations de 60 m à 90 m pour pouvoir accueillir des rames de six voitures. Cependant, l'impossibilité technique d'allonger les quais de la station Chamberí en raison de sa position dans une courbe et de sa proximité avec les stations voisines amène le ministère des travaux publics à décider sa fermeture définitive le 21 mai 1966. Depuis cette date, les trains la traversent à marche réduite.

Les quais
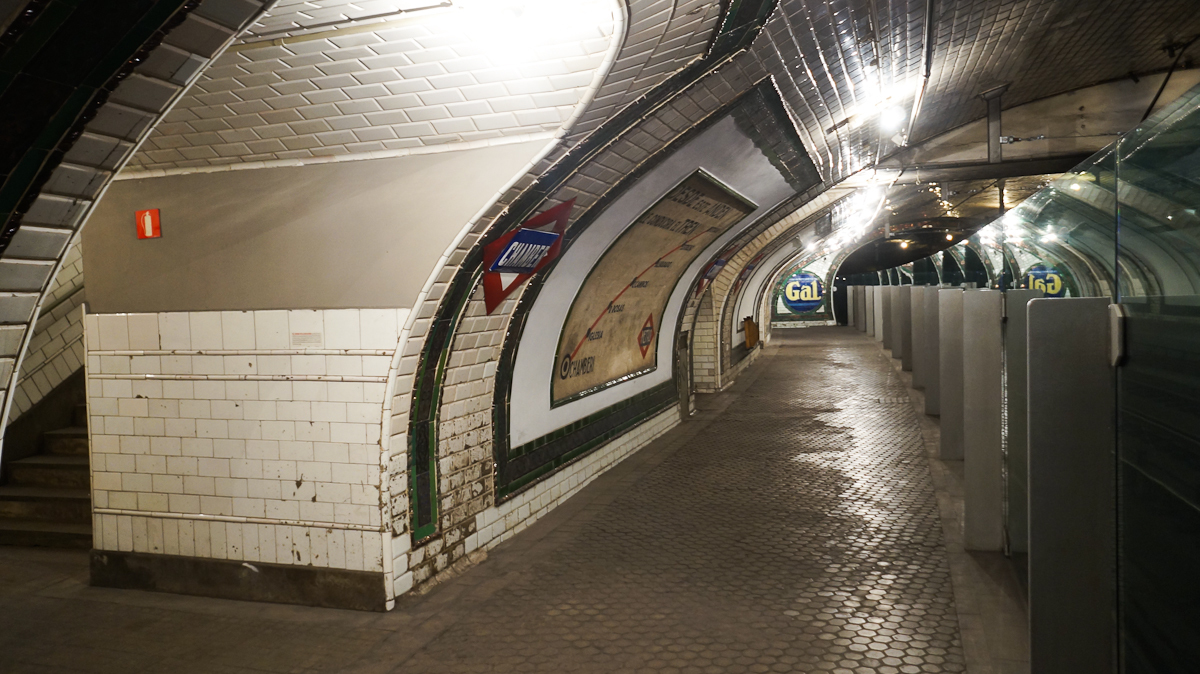
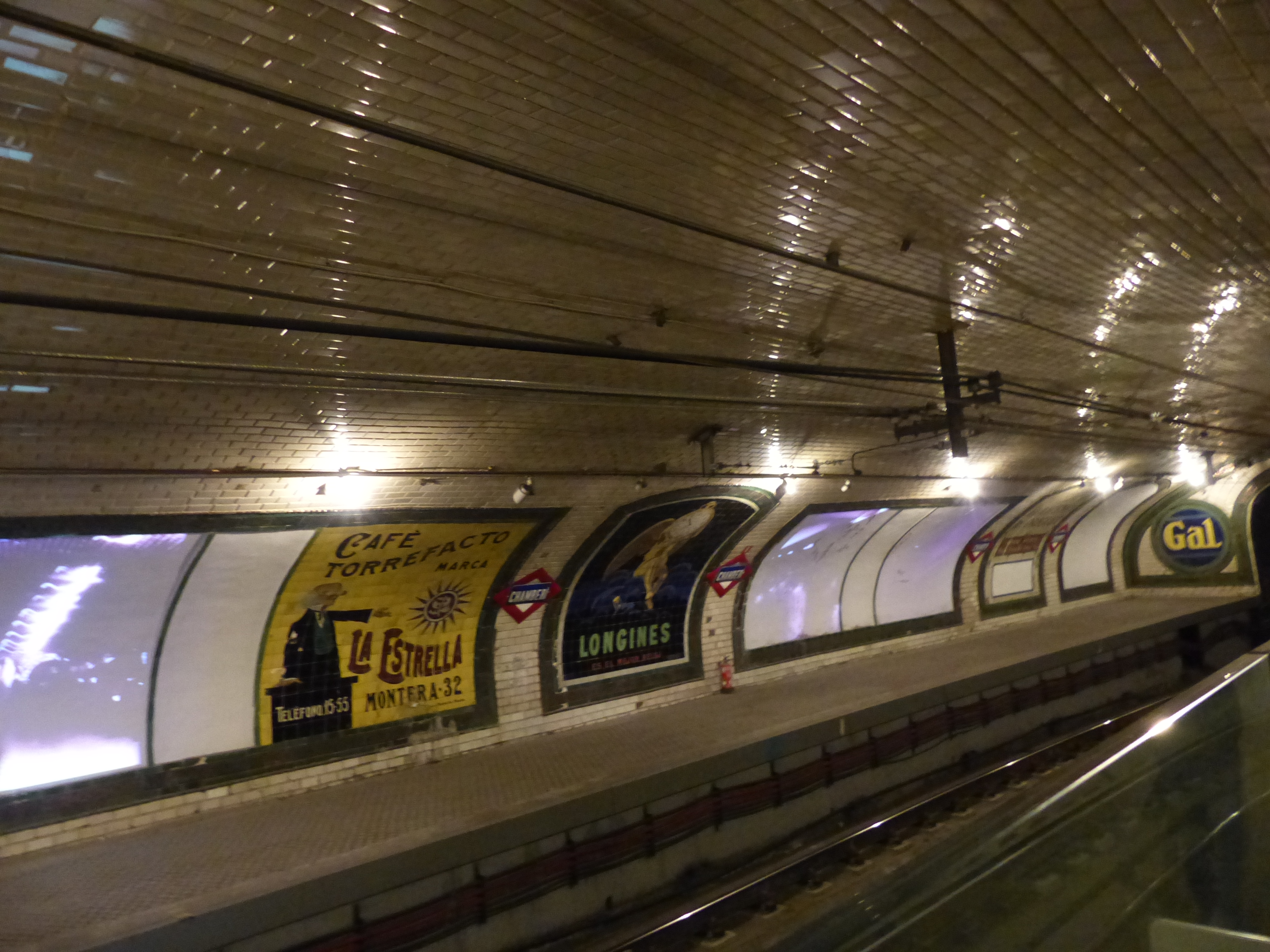
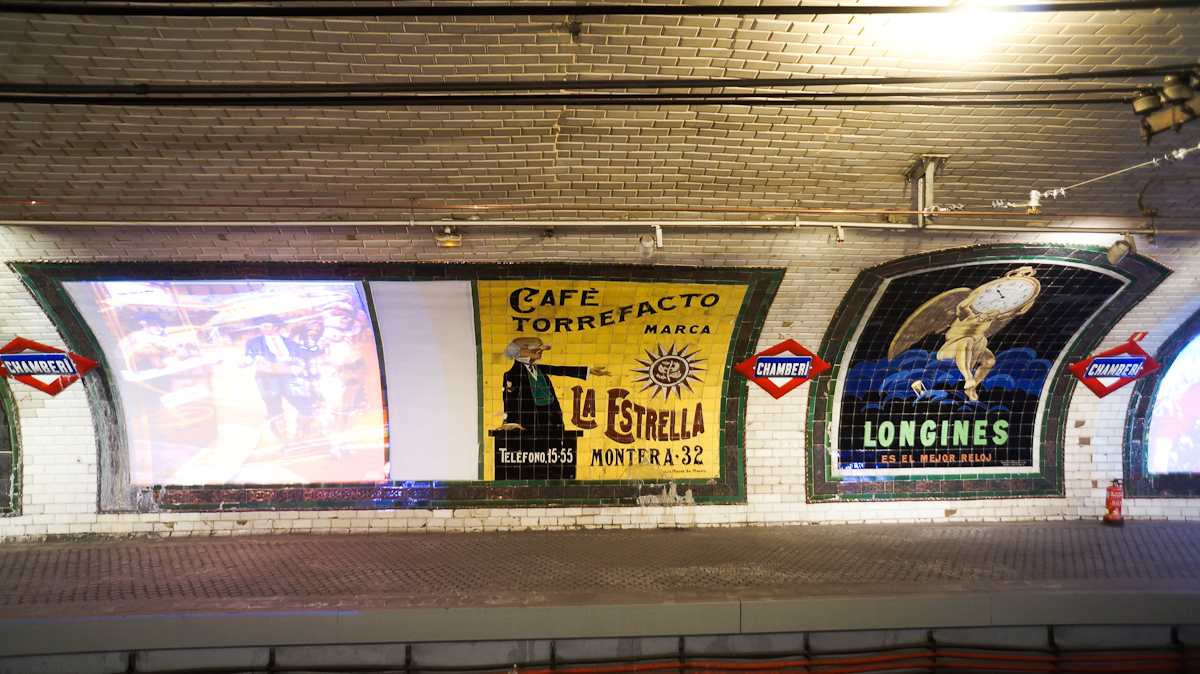

## Patrimoine ferroviaire
Chamberí demeure une station fantôme pendant quarante ans, au cours desquels elle est conservée en l'état mais finit par être vandalisée. En 2006, les travaux sont lancés pour restaurer totalement son aspect d'origine et la transformer en musée. Le 25 mars 2008, la station est rouverte au public comme l'un des deux sites d'Andén 0, le centre d'interprétation du métro de Madrid. 

Anciennes installations
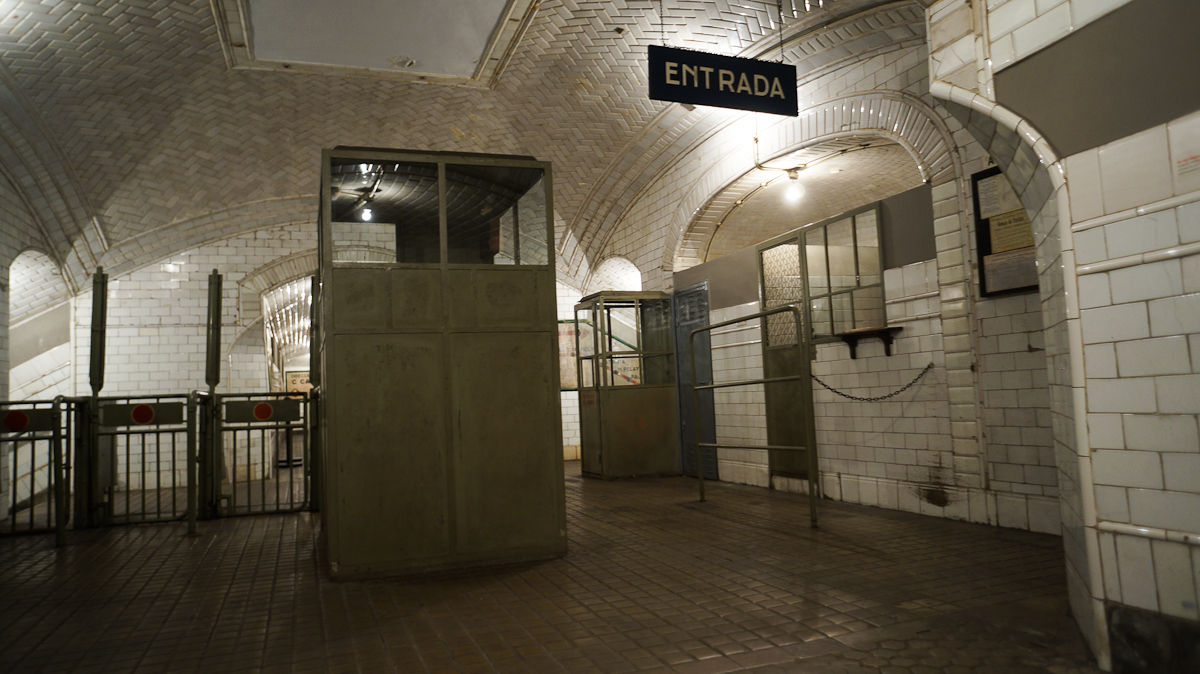
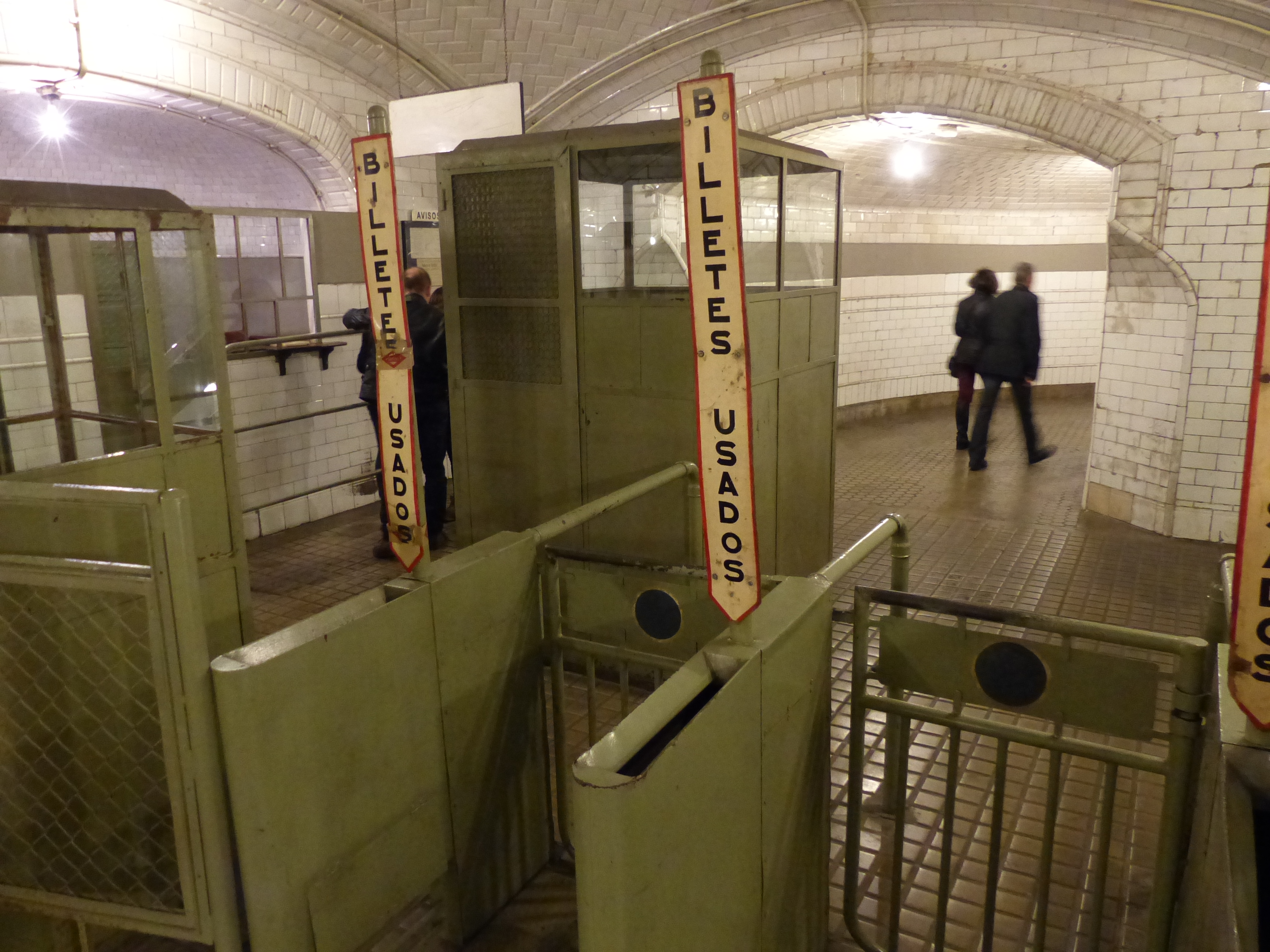
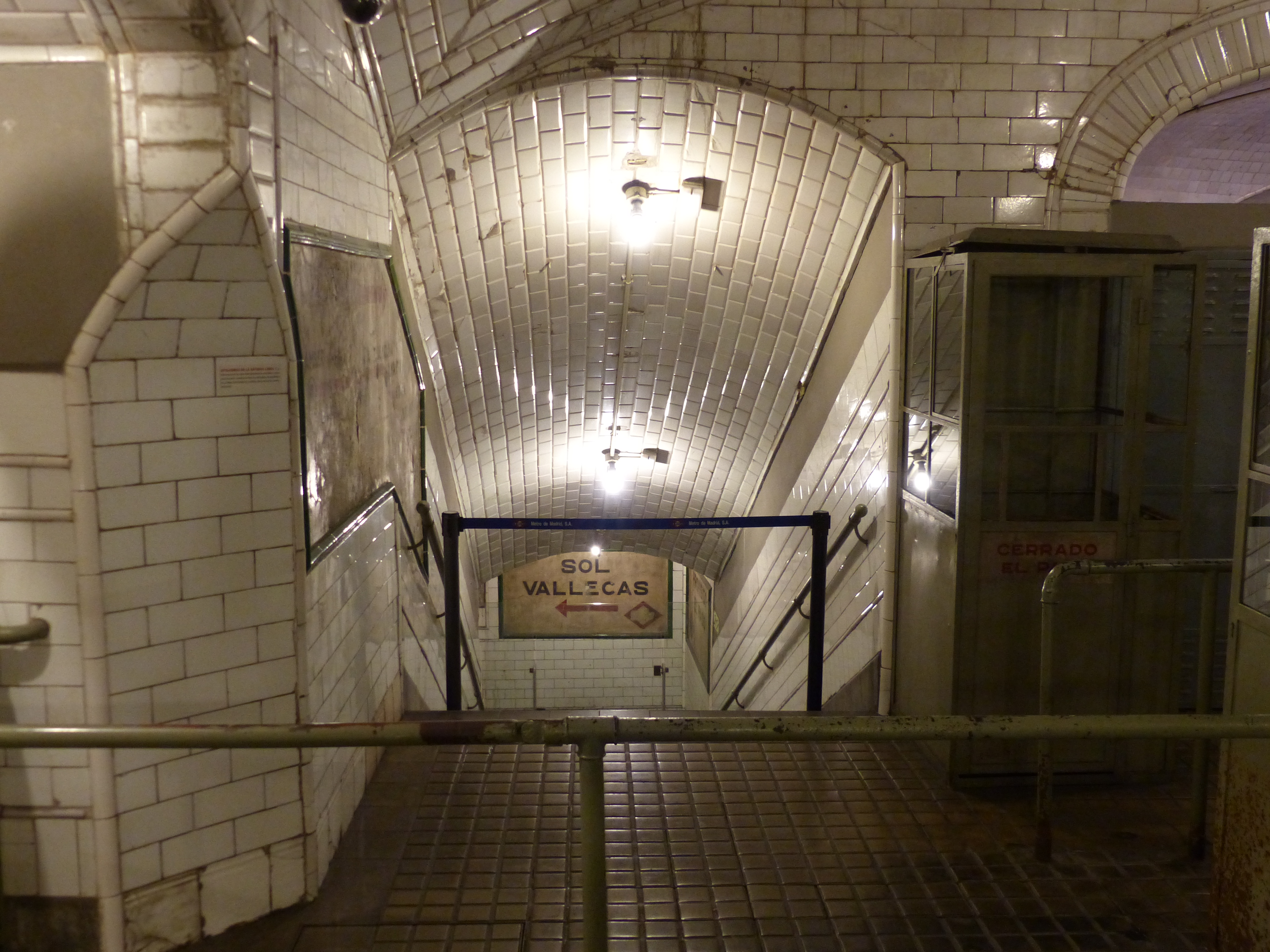